# Serinhisar (district)
Serinhisar is een Turks district in de provincie Denizli en telt 15.371 inwoners (2007). Het district heeft een oppervlakte van 226,18 km².
De bevolkingsontwikkeling van het district is weergegeven in onderstaande tabel.
| 1997   | 2000   | 2007   |
| ------ | ------ | ------ |
| 21.191 | 22.265 | 15.371 |